# يغيت أوشان

يغيت أوشان بدور بوران ألب في مسلسل المؤسس عثمان

يغيت أوتشان (بالتركية: yiğit uçan)‏ ممثل تركي أصله من البوسنة والهرسك، من مواليد 11 ديسمبر 1987 - في إسطنبول، تركيا وهو أخ الممثل جيم أوتشان المشهور بدور علي يار بقيامة ارطغرل وأحمد جلال الدين باشا بالسلطان عبد الحميد الثاني. يغيت اوتشان الاخ الاصغر بين اخوته الثلاثة.

## أعماله
| العمل                      | السنة            | الدور                | النوع |
| -------------------------- | ---------------- | -------------------- | ----- |
| فيلينتا مصطفى              | 2014-بدايات 2016 | أجدر                 | مسلسل |
| أمي                        | 2017             |                      | مسلسل |
| العهد                      | 2017             | سيبو                 | مسلسل |
| الأشياء الجميلة            | 2017             | رجل مديون            | فيلم  |
| كوت العمارة                | 2018-بدايات 2019 | الشاويش شامل         | مسلسل |
| قطاع الطرق لن يحكمو العالم | 2019             | ضيف شرف              | مسلسل |
| القرن العظيم: كوسم         | 2014             | الأمير بيازيد        | مسلسل |
| المؤسس عثمان               | 2019 إلى الآن    | بوران (شخصية خيالية) | مسلسل |

## وصلات خارجية
- يغيت أوشان على موقع IMDb (الإنجليزية)